# كولن كامبل (سياسي كندي)
كولن كامبل هو شخصية أعمال وسياسي كندي، ولد في 7 أغسطس 1822 في كندا، وتوفي في 25 يونيو 1881. انتخب عضو مجلس نواب نوفا سكوتيا عن دائرة Digby County, Nova Scotia ‏ (1874 – 1878) وانتخب عضو مجلس نواب نوفا سكوتيا عن دائرة Digby County, Nova Scotia ‏ (1859 – 1867).